# پونته نوسا
پونته نوسا (به ایتالیایی: Ponte Nossa) یک کومونه در ایتالیا است که در استان برگامو واقع شده‌است.

## خصوصیات
پونته نوسا ۵٫۶ کیلومترمربع مساحت و ۲٬۰۴۸ نفر جمعیت دارد و ۴۶۵ متر بالاتر از سطح دریا واقع شده‌است.